# Dix d'Hollywood

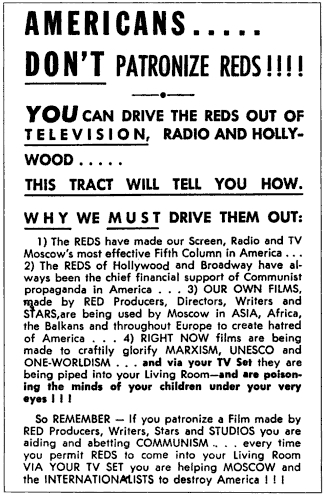
« Américains..... n’achetez pas chez les rouges !!!! », tract anticommuniste américain typique des années 1950, spécifiquement destiné à l’industrie du divertissement.

L’expression « Dix d’Hollywood » (en anglais Hollywood Ten) désigne dix producteurs, scénaristes ou réalisateurs de cinéma qui furent convoqués en 1947 par la Commission des activités antiaméricaines de la Chambre des représentants (en anglo-américain : « House Un-American Activities Committee », abrégé en HUAC). 
Ces dix étaient : 
1. Alvah Bessie, scénariste ;
2. Herbert J. Biberman, scénariste, réalisateur ;
3. Lester Cole, scénariste ;
4. Edward Dmytryk, réalisateur ;
5. Ring Lardner Jr., journaliste, scénariste ;
6. John Howard Lawson, scénariste ;
7. Albert Maltz, scénariste ;
8. Samuel Ornitz, scénariste ;
9. Adrian Scott, scénariste, producteur ;
10. Dalton Trumbo, réalisateur, scénariste, romancier.

## Des Dix-neuf d’Hollywood aux Dix d’Hollywood
Au début de l’année 1947, la HUAC décida d'enquêter sur l'influence du communisme au sein de l'industrie du cinéma. Le 7 mai 1947, J. Parnell Thomas, sénateur du New Jersey, et John Mac Dowell, sénateur de Pennsylvanie s'installèrent à Los Angeles et commencèrent une série d'auditions à huis clos, au Biltmore Hotel de Los Angeles. Ils entendirent une série de témoins (notamment les acteurs Robert Taylor et Adolphe Menjou, le réalisateur Leo McCarey, les scénaristes Howard Emmett Rogers, James Kevin McGuinness, Rupert Hughes et la mère de Ginger Rogers, Lela Rogers) prêts à leur fournir des renseignements sur les membres (ou supposés tels) du parti communiste américain travaillant à Hollywood.
La somme d'informations ainsi récoltée s'avéra décevante pour la HUAC. C’est le FBI qui, en fait, fournit à la commission les renseignements sur les communistes travaillant à Hollywood. Une liste de dix-neuf membres du parti communiste, actuels ou anciens, fut donc établie. Elle comprenait les scénaristes Alvah Bessie, Lester Cole, Richard Collins, Gordon Kahn, Howard Koch, Ring Lardner Jr., John Howard Lawson, Albert Maltz, Samuel Ornitz, Waldo Salt et Dalton Trumbo, les réalisateurs Edward Dmytryk, Lewis Milestone et Irving Pichel, les scénaristes et réalisateurs Herbert J. Biberman et Robert Rossen, le scénariste et producteur Robert Adrian Scott, le dramaturge Bertolt Brecht et un acteur, Larry Parks.
Le 20 octobre 1947, la HUAC commença une nouvelle série d’auditions, cette fois-ci publiques, à Washington. Elle devait entendre vingt-quatre témoins considérés « amicaux » et les dix-neuf de Hollywood considérés comme « inamicaux ». Les dix-neuf de Hollywood (à l’exception de Brecht, qui avait déjà décidé de quitter les États-Unis) adoptèrent une défense commune. Ils décidèrent d’invoquer le Ier Amendement de la Constitution américaine. Un comité de soutien se forma, le Committee for the First Amendement, comprenant notamment John Huston, William Wyler, Humphrey Bogart, Lauren Bacall, Groucho Marx et Frank Sinatra.
Seuls onze des Dix-neuf de Hollywood furent finalement entendus par la commission ; ceux qui sont aujourd'hui connus comme les Dix de Hollywood ainsi que Bertolt Brecht. Aucun des Dix n'accepta de répondre à la question récurrente posée par la commission : « Êtes-vous ou avez-vous été membre du Parti communiste américain ? » Brecht, quant à lui, fut entendu par la HUAC le 30 octobre 1947. Il déclara ne pas être membre du parti communiste, et quitta (pour toujours) les États-Unis le lendemain. Ce même 30 octobre, le président de la Commission, Parnell Thomas, déclara les auditions closes. Le 24 novembre 1947, le Congrès procéda à l'inculpation des Dix pour outrage.

## La réunion du Waldorf-Astoria
Le 24 novembre 1947 (le jour même où le Congrès procédait à l’inculpation des Dix pour outrage), cinquante-huit hauts dirigeants des studios de Hollywood se réunirent à l’hôtel Waldorf-Astoria de New York pour adopter une position commune à l’égard des Dix. Ils se mirent d’accord sur un texte connu aujourd’hui comme le « Waldorf Statement ». Cet accord, considéré comme l’acte de naissance des listes noires, stipulait que les Dix seraient congédiés ou suspendus sans solde et que désormais, plus aucun communiste ne serait employé « sciemment » par les studios : « Les membres de l'Association of Motion Picture Producers déplorent l’action des dix de Hollywood qui ont été cités à comparaitre par la Chambre des représentants : 

« Nous ne souhaitons pas préjuger de leurs droits légaux, mais leurs actions ont desservi leurs employeurs et ont réduit leur utilité pour l’industrie. Nous congédions ou nous suspendons sur-le-champ sans aucune compensation ceux d’entre eux que nous employons, et nous ne réemploierons aucun des dix tant qu’ils n’auront pas été acquittés, ou qu’ils ne se seront pas disculpés et auront déclaré sous serment qu’ils ne sont pas communistes […] Nous n’emploierons sciemment aucun communiste ou membre d’un parti ou d’un groupe qui préconise le renversement du gouvernement des États-Unis par la force ou par des méthodes illégales ou inconstitutionnelles. »

Seuls cinq des dix de Hollywood étaient encore sous contrat avec un studio en 1947 : Dmytryk, Scott, Ring Lardner Jr., Dalton Trumbo et Lester Cole. Dmytryk et Scott furent convoqués par la RKO le 26 novembre 1947. Ils refusèrent de se soumettre à une des conditions posées par la compagnie ; signer un serment de loyauté où ils auraient affirmé n’avoir jamais été membre du parti communiste. Ils furent donc immédiatement licenciés. La Twentieth Century Fox rompit à son tour le contrat de Ring Lardner Jr. le 28 novembre. La MGM fit la même chose avec Lester Cole, et suspendit le contrat de Dalton Trumbo.

## Les condamnations

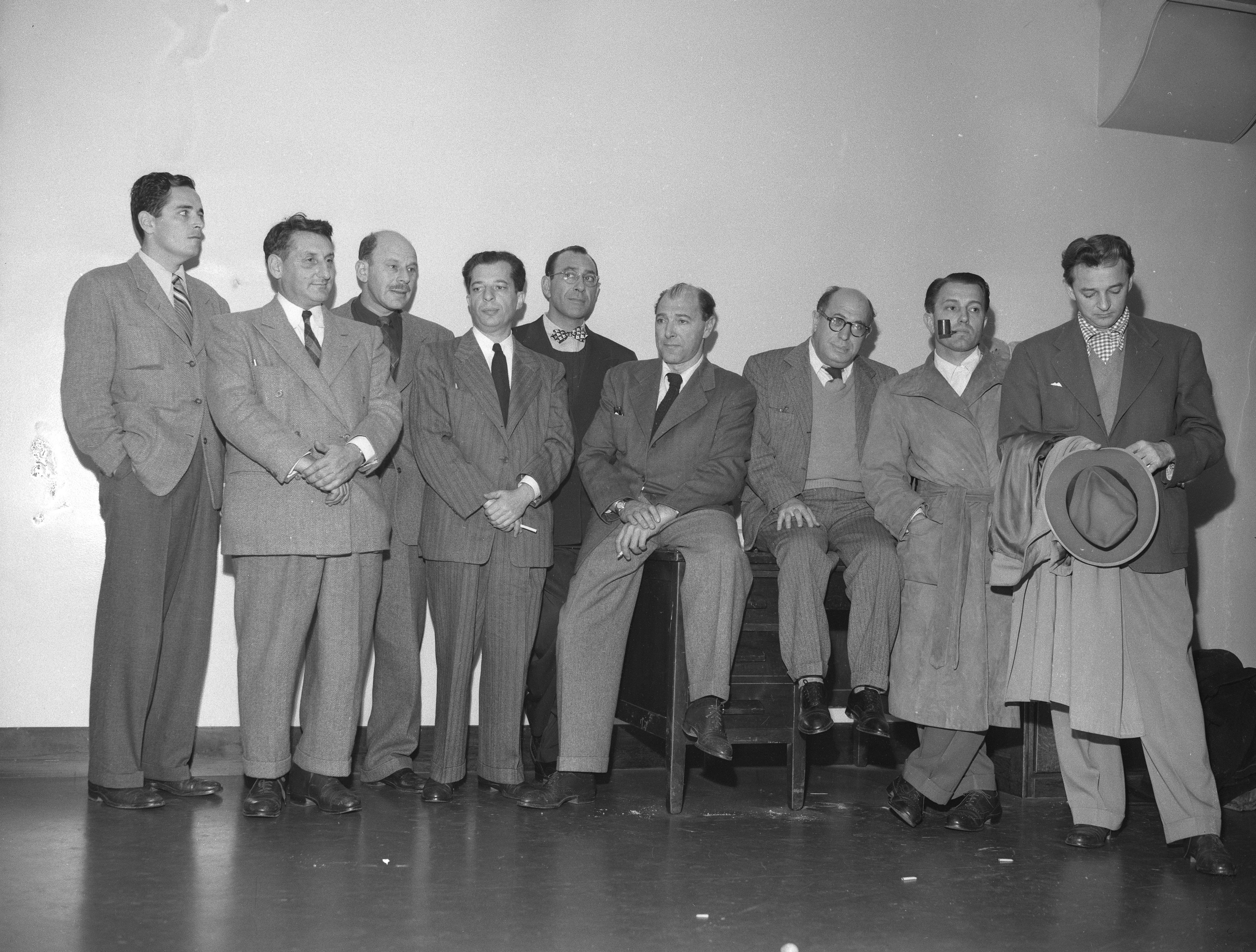
Neuf membres des Dix se rendent au procès en 1947, accusés d’outrage au Congrès.

Le procès des Dix commença au mois d'avril 1948. Chacun d‘entre eux fut jugé séparément. John Howard Lawson puis Dalton Trumbo furent condamnés à un an de prison et 1 000 dollars d‘amende. Les huit autres coaccusés, qui n’avaient pas encore été jugés, trouvèrent un accord (visant principalement à réduire les frais de leur défense) avec l’accusation ; les décisions prises dans les différents recours déposés par Lawson et Trumbo vaudraient également pour eux. L’appel de Lawson et Trumbo fut rejeté le 13 juin 1949. Leur dernier recours était la Cour suprême. Le 10 avril 1950, celle-ci refusa de revenir sur leur inculpation. Tous deux commencèrent à purger leur peine dans la prison fédérale d’Ashland, le 11 juin 1950. Le procès de leurs huit autres compagnons eut lieu du 22 au 28 juin 1950. Herbert J. Biberman et Edward Dmytryk furent condamnés à six mois de prison et 500 dollars d‘amende, Alvah Bessie, Lester Cole, Ring Lardner Jr., Albert Maltz, Samuel Ornitz et Adrian Scott à un an de prison et 1 000 dollars d‘amende. Adrian Scott purgea sa peine dans la prison fédérale d’Ashland, Lester Cole et Ring Lardner Jr. dans celle de Danbury, Edward Dmytryk et Albert Maltz dans celle de Mill Point, Sam Ornitz dans celle de Springfield et Alvah Bessie et Herbert Biberman dans celle de Texarkana.

## Le temps des listes noires
Edward Dmytryk fut le seul des Dix à se rétracter. Il comparut à nouveau devant la HUAC, le 25 avril 1951, et il donna vingt-six noms de personnalités adhérant au parti ou à l’idéologie communiste. Il put à nouveau tourner, d’abord dans un film produit par les frères King, Mutiny (1952) puis pour Stanley Kramer. Les autres neuf coaccusés essayèrent de continuer à travailler à Hollywood. Certains d’entre eux, scénaristes, y parvinrent en utilisant des prête-noms (avec des salaires bien moindres qu'à l‘époque où ils pouvaient travailler à visage découvert). Herbert J. Biberman parvint à tourner dans les années 1950, Le Sel de la terre, qui traitait de la grève de travailleurs mexicains, ainsi que de leurs épouses, dans une mine du Nouveau-Mexique. Ce film fut quasiment boycotté partout aux États-Unis, mais connut un certain succès en Europe. En 1956, l’Oscar du meilleur scénario fut décerné pour The Brave One à un certain Robert Rich (qui était le neveu d’un des producteurs). Rich était en réalité le prête-nom de Dalton Trumbo. En 1960, Otto Preminger décida, le premier, d’annoncer publiquement que Dalton Trumbo était le scénariste d'Exodus. Stanley Kubrick décida, à son tour, de révéler que Trumbo était le scénariste de Spartacus. Cependant cela ne suffit pas à arrêter immédiatement les listes noires ; Ring Lardner Jr. dut attendre 1964 pour que son nom soit crédité officiellement (pour le livret de la comédie musicale jouée à Broadway, Foxy) et, en 1965, Lester Cole ne pouvait toujours pas apparaître sous son propre nom au générique de Born Free.